# Nationaal Park Onon-Balzj
Nationaal Park Onon-Balzj (Mongools: Онон-Балж байгалийн цогцолборт газар) is gelegen in de ajmguud Henti en Dornod in het noordoosten van Mongolië, circa 600 kilometer ten oosten van de hoofdstad Ulaanbaatar. De oprichting tot nationaal park vond plaats op 14 april 2000 per parlementaire resolutie (№ 29/2000). Het gebied bestaat uit twee sectoren. Sector A heeft een oppervlakte van 2923,74 km² en sector B heeft een oppervlakte van 1.050,06 km². Sinds 2009 werkt het nationaal park samen met WNF Mongolië om het gebied beter te kunnen beschermen en beheren.

## Kenmerken
Nationaal Park Onon-Balzj is gelegen op de grens van de boreale zone en de Daurische steppen, in het stroomgebied van de Onon en Balzj. De Onon wordt erkend als oorsprong van de rivier Amoer, een van 's wereld vijf grootste wilde rivieren. Het stroomgebied van de Amoer is een van de 35 prioriteitsgebieden van het WWF op Aarde. Beschermingsmaatregelen beginnen daarom vanaf de oorsprong van de rivier Amoer. Momenteel worden er voorbereidende maatregelen genomen die een grensoverschrijdend biosfeerreservaat tussen Nationaal Park Onon-Balzj en het aangrenzende Biosfeerreservaat Sochondinski mogelijk zal maken.
Het nationaal park ligt op de overgang van de boreale bossen die worden gevonden in het Hentigebergte en de steppen die worden gevonden in Daurië. Dit resulteert in een bossteppelandschap met gemengde bossen, taigabestanden, steppen en vele kleine rivieren, beken en zoetwatermeren. Het hoogste punt in het nationaal park wordt gevormd door de Hetsuu (1.568,4 m) en het laagste punt bevindt zich op de samenvloeiing van de Onon en Her (840 m). De bergketens in het gebied hebben over het algemeen glooiende hellingen en ronde toppen, waar rotsen, met uitzondering van enkele kloven, zelden worden aangetroffen.

## Dierenwereld
Nationaal Park Onon-Balzj biedt leefruimte aan meerdere diersoorten die worden gevonden in de boreale boszone, zoals het eland (Alces alces), Siberisch ree (Capreolus pygargus), Siberische wapiti (Cervus canadensis sibiricus), Siberisch muskushert (Moschus moschiferus), wolf (Canis lupus) en veelvraat (Gulo gulo). Deze soorten leven hier samen met soorten die kenmerken zijn voor de steppen van Centraal-Azië. Dit zijn bijvoorbeeld de tolaihaas (Lepus tolai), tarbagan (Marmota sibirica), manoel (Otocolobus manul) en Siberische paardenspringmuis (Allactaga sibirica). In recente jaren wordt het gebied 's winters bewoond door Mongoolse gazelles (Procapra gutturosa).
In het nationaal park zijn 223 vogelsoorten vastgesteld. Een deel van Nationaal Park Onon-Balzj is door Birdlife International aangemerkt als Important Bird Area (IBA), wat inhoudt dat het gebied van internationaal belang is voor verschillende bedreigde vogelsoorten. In het nationaal park broeden namelijk vogelsoorten als keizerarend (Aquila heliaca), grote trap (Otis tarda), kraanvogel (Grus grus), witnekkraanvogel (Grus vipio), monnikskraanvogel (Grus monacha) en jufferkraanvogel (Anthropoides virgo).
De zeer zeldzame amoersteur (Acipenser schrencki) en taimen (Hucho taimen) worden gevonden in de rivieren Onon en Balzj.
Altaj Tavan Bogd · 
Bulgan Gol · 
Darĭganga · 
Gorhi-Terelzj · 
Govĭ Gurvan Sajhan · 
Hangajn Nuruu · 
Han Höhii · 
Har Us Nuur · 
Horgo-Terhiin Tsagaan Nuur · 
Högnö-Tarna · 
Hövsgöl Nuur · 
Hustain Nuruu · 
Ih Bogd Uul · 
Ih Gazryn Tsjuulu · 
Mjangan Ugalzatyn · 
Mongol Els · 
Mönhhajrhan Uul · 
Nojon Hangaj · 
Öndörhaan Uul · 
Onon Balzj · 
Orhony Hödii · 
Siilhemiin Nuruu · 
Tarvagatajn Nuruu · 
Tengis-Sjesjgediin Golyn Aj Sav · 
Tsambagarav Uul · 
Tsjigertejn Golyn Aj Sav · 
Tuzjiin Nars · 
Ulaagtsjiny Har Nuur · 
Zar Bajdgariin Golyn Ehen Sav